# Eriogyna fusca
Eriogyna fusca är en fjärilsart som beskrevs av Watson 1914. Eriogyna fusca ingår i släktet Eriogyna och familjen påfågelsspinnare. Inga underarter finns listade i Catalogue of Life.